# Gösta Prüzelius
Gösta Prüzelius (Stoccolma, 11 agosto 1922 – Stoccolma, 15 maggio 2000) è stato un attore e doppiatore svedese.

## Biografia
Debutta nell'immediato secondo dopoguerra in una pellicola cinematografica. Presente in diverse opere di Ingmar Bergman fu anche attore teatrale fisso nella compagnia del Teatro Reale Drammatico dal 1964 per trent'anni, televisivo e doppiatore.

## Filmografia

### Cinema
- Flickorna i Småland, regia di Schamyl Bauman (1945)
- Iris fiore del nord (Iris och löjtnantshjärta), regia di Alf Sjöberg (1946)
- Piove sul nostro amore (Det regnar på vår kärlek), regia di Ingmar Bergman  (1946)
- Monica e il desiderio (Sommaren med Monika), regia di Ingmar Bergman  (1953)
- Una lezione d'amore (En lektion i kärlek), regia di Ingmar Bergman (1954)
- Sorrisi di una notte d'estate (Sommarnattens leende), regia di Ingmar Bergman (1955)
- Il settimo sigillo (Det sjunde inseglet), regia di Ingmar Bergman (1957)
- Nattens ljus, regia di Lars-Eric Kjellgren (1957)
- Rymdinvasion i Lappland, regia di Virgil W. Vogel (1959)
- A proposito di tutte queste... signore (För att inte tala om alla dessa kvinnor), regia di Ingmar Bergman (1964)
- La vergogna (Skammen), regia di Ingmar Bergman (1968)
- Il flauto magico, regia di Ingmar Bergman (1975)
- L'immagine allo specchio (Ansikte mot ansikte), regia di Ingmar Bergman (1976)
- Mannen som blev miljonär, regia di Mats Arehn (1980)
- Fanny e Alexander (Fanny och Alexander), regia di Ingmar Bergman (1982)
- Con le migliori intenzioni (Den goda viljan), regia di Bille August (1992)

## Doppiaggio

### Film d'animazione
- Bagheera in Il libro della giungla

### Serie televisive
- Hans Clarin in Pippi Calzelunghe